# Elizabeta Mojca Jenko
Elizabeta Mojca Jenko, jezikoslovka in univerzitetna profesorica, * 1964, Ljubljana.

## Življenje in delo
Elizabeta Jenko se je rodila v Ljubljani leta 1964, vendar že od otroških let živi na Dunaju. Obiskovala je Univerzo na Dunaju (UD), kjer je študirala slovenščino in matematiko. Njena diplomska naloga je bila objavljena leta 1994 kot nemško-slovenski frazeološki slovar z naslovom Sich auf die Socken machen / Vzeti pot pod noge. Doktorsko disertacijo je napisala na področju didaktike slovenskega jezika kot tujega jezika, prakso pa je opravljala na Slovenski gimnaziji v Celovcu. Preden se je zaposlila na UD, je poučevala matematiko na srednji tehniški šoli na Dunaju. Obenem je vodila tečaj slovenščine za različne starostne skupine, njeni učenci so bili tako vrtčevski otroci kot odrasli. Slovenščino je poučevala tudi na Diplomatski akademiji in na Ekonomski univerzi na Dunaju. Na UD od leta 1998 naprej poučuje jezik, jezikoslovje, kulturo in didaktiko. Njeno raziskovalno delo sega na področja didaktike (kar je razvidno iz njenih objavljenih del in strokovnih člankov), prav tako pa jo zanimajo kontrastivne metode poučevanja jezika (nemščina in slovenščina). Poleg slovarja in učbenikov pa je napisala tudi Grammatik der slowenischen Sprache, ki velja za prvo sodobno slovensko slovnico v nemškem jeziku. V njenih gradivih so uporabljene inovativne učna metode, v projektiranje pa je vključila tudi študente in študentke. Je avtorica učbenika Z branjem do slovenščine/Slowenisch lesen und verstehen/ Slovenian-read and understand, izdanega leta 2006 in Zvočne čitanke za pouk slovenščine, ki je izšla 2002.

### Članki
- Jezikovna praksa pri pouku slovenščine kot tuji jezik. Wiener slavistisches Jahrbuch. 241–246, 2007. (COBISS)
- Izkustveni jezikovni pouk. Jezik in slovstvo 43/3, 109-112, 1998. (COBISS)
- Učenje in študij slovenskega jezika na dunajski Univerzi. Infrastruktura slovenščine in slovenistike. 185–189, 2009. (COBISS)
- Raziskovalna platforma za specialne didaktike in slovenščina. Jezik in slovstvo 55/5–6, 2010. (COBISS)
- 650 let Univerze na Dunaju–40 let slovenistike na univerzi na Dunaju – 15 let sodelovanja z Božo Krakar Vogel. Jezik in slovstvo 60/3–4, 2014. (COBISS)

### Učbeniki
- Grammatik der slowenischen Sprache (2000) (COBISS)
- Z branjem do slovenščine/Slowenisch lesen und verstehen/ Slovenian-read and understand (2006) (COBISS)
- Zvočna čitanka za pouk slovenščine (2002) (COBISS)
- Didaktika slovenščine v mednarodnem prostoru (2015) (COBISS)

### Slovar
- Sich auf die Socken machen / Vzeti pot pod noge (1994) (COBISS)